# She Flies on Strange Wings
"She Flies on Strange Wings" is een nummer van de Nederlandse band Golden Earring. Het nummer verscheen op hun album Seven Tears uit 1971. In september dat jaar werd het nummer uitgebracht als de enige single van het album.

## Achtergrond
"She Flies on Strange Wings" is geschreven door gitarist George Kooymans. Het nummer duurt bijna zeveneneenhalve minuut en bestaat uit verschillende secties. De eerste sectie duurt een minuut en bestaat uit een langzame intro, waarin het orgel van Rinus Gerritsen en de crashbekken van Cesar Zuiderwijk de zang van George Kooymans ondersteunen. De tweede sectie duurt tweeënhalve minuut en bestaat uit twee coupletten, van elkaar gescheiden door een gitaarsolo, en wordt afgesloten met een saxofoonsolo. De derde sectie begint met een synthesizersolo door Gerritsen en de brug van het nummer, waarin zanger Hay soms wordt afgewisseld door Kooymans. De vierde en laatste sectie is te vergelijken met de tweede sectie; het eerste couplet wordt herhaald en opnieuw mondt het uit in een saxofoonsolo, die naar een fade-out leidt.
"She Flies on Strange Wings" werd bij de single-uitgave vanwege de lengte opgedeeld in deel 1 en deel 2. Het eerste deel heeft een lengte van vier minuten en dertig seconden en houdt op vlak voordat Hay begint met het zingen van de brug. Deel 2 bevat de rest van het nummer en duurt drie minuten en veertig seconden. 
De plaat werd een grote hit in Nederland en werd op zaterdag 25 september 1971 verkozen tot de Alarmschijf van de week op Radio Veronica en bereikte de 4e positie in de Nederlandse Top 40. Ook op Hilversum 3 werd de 4e positie bereikt in de Hilversum 3 Top 30 / Daverende Dertig; de plaat valt hiermee in een lange reeks top 10-hits die de band tussen 1967 en 1976 had. 
In België werd de plaat wel regelmatig gedraaid op de radio, echter werd er géén notering behaald in zowel de beide Vlaamse hitlijsten als de Waalse hitlijst.
In de videoclip van de plaat speelt de band het nummer op het dak van het Hilton Hotel in Amsterdam. Hay speelt in deze videoclip de saxofoonsolo's; in de studio werd de saxofoon echter gespeeld door Bertus Borgers, die later de band Sweet d'Buster op zou richten.. In Nederland werd de videoclip destijds op televisie uitgezonden door het popprogramma AVRO's Toppop.
Sinds de editie van december 2000 staat de plaat onafgebroken genoteerd in de jaarlijkse NPO Radio 2 Top 2000 van de Nederlandse publieke radiozender NPO Radio 2, met als hoogste notering een 326e positie in 2001.

## Hitnoteringen

### Nederlandse Top 40
| Hitnotering: 02-10-1971 t/m 11-12-1971 | Hitnotering: 02-10-1971 t/m 11-12-1971 | Hitnotering: 02-10-1971 t/m 11-12-1971 | Hitnotering: 02-10-1971 t/m 11-12-1971 | Hitnotering: 02-10-1971 t/m 11-12-1971 | Hitnotering: 02-10-1971 t/m 11-12-1971 | Hitnotering: 02-10-1971 t/m 11-12-1971 | Hitnotering: 02-10-1971 t/m 11-12-1971 | Hitnotering: 02-10-1971 t/m 11-12-1971 | Hitnotering: 02-10-1971 t/m 11-12-1971 | Hitnotering: 02-10-1971 t/m 11-12-1971 | Hitnotering: 02-10-1971 t/m 11-12-1971 | Hitnotering: 02-10-1971 t/m 11-12-1971 |
| Week                                   | 1                                      | 2                                      | 3                                      | 4                                      | 5                                      | 6                                      | 7                                      | 8                                      | 9                                      | 10                                     | 11                                     |                                        |
| -------------------------------------- | -------------------------------------- | -------------------------------------- | -------------------------------------- | -------------------------------------- | -------------------------------------- | -------------------------------------- | -------------------------------------- | -------------------------------------- | -------------------------------------- | -------------------------------------- | -------------------------------------- | -------------------------------------- |
| Positie                                | 13                                     | 4                                      | 5                                      | 7                                      | 8                                      | 14                                     | 15                                     | 23                                     | 36                                     | 36                                     | 40                                     | uit                                    |

### Hilversum 3 Top 30 / Daverende Dertig
| Hitnotering: 02-10-1971 t/m 27-11-1971 | Hitnotering: 02-10-1971 t/m 27-11-1971 | Hitnotering: 02-10-1971 t/m 27-11-1971 | Hitnotering: 02-10-1971 t/m 27-11-1971 | Hitnotering: 02-10-1971 t/m 27-11-1971 | Hitnotering: 02-10-1971 t/m 27-11-1971 | Hitnotering: 02-10-1971 t/m 27-11-1971 | Hitnotering: 02-10-1971 t/m 27-11-1971 | Hitnotering: 02-10-1971 t/m 27-11-1971 | Hitnotering: 02-10-1971 t/m 27-11-1971 | Hitnotering: 02-10-1971 t/m 27-11-1971 |
| Week                                   | 1                                      | 2                                      | 3                                      | 4                                      | 5                                      | 6                                      | 7                                      | 8                                      | 9                                      |                                        |
| -------------------------------------- | -------------------------------------- | -------------------------------------- | -------------------------------------- | -------------------------------------- | -------------------------------------- | -------------------------------------- | -------------------------------------- | -------------------------------------- | -------------------------------------- | -------------------------------------- |
| Positie                                | 9                                      | 8                                      | 4                                      | 6                                      | 13                                     | 15                                     | 15                                     | 27                                     | 30                                     | uit                                    |

### NPO Radio 2 Top 2000
| Nummer met noteringen in de NPO Radio 2 Top 2000 | '00 | '01 | '02 | '03 | '04 | '05 | '06 | '07 | '08 | '09 | '10 | '11 | '12 | '13 | '14 | '15 | '16 | '17 | '18  | '19  | '20  | '21 | '22 | '23  | '24 |
| ------------------------------------------------ | --- | --- | --- | --- | --- | --- | --- | --- | --- | --- | --- | --- | --- | --- | --- | --- | --- | --- | ---- | ---- | ---- | --- | --- | ---- | --- |
| She Flies on Strange Wings                       | 374 | 326 | 334 | 361 | 490 | 473 | 414 | 657 | 460 | 570 | 617 | 574 | 709 | 656 | 711 | 823 | 967 | 926 | 1200 | 1017 | 1229 | 478 | 887 | 1021 | 949 |

1. ↑  Een vetgedrukt getal geeft de hoogste notering aan.
2. ↑  2000 was het eerste jaar met een notering voor dit nummer.

### Evergreen Top 1000
| Evergreen Top 1000 "She Flies On Strange Wings" | Evergreen Top 1000 "She Flies On Strange Wings" | Evergreen Top 1000 "She Flies On Strange Wings" | Evergreen Top 1000 "She Flies On Strange Wings" | Evergreen Top 1000 "She Flies On Strange Wings" | Evergreen Top 1000 "She Flies On Strange Wings" | Evergreen Top 1000 "She Flies On Strange Wings" | Evergreen Top 1000 "She Flies On Strange Wings" | Evergreen Top 1000 "She Flies On Strange Wings" | Evergreen Top 1000 "She Flies On Strange Wings" | Evergreen Top 1000 "She Flies On Strange Wings" | Evergreen Top 1000 "She Flies On Strange Wings" | Evergreen Top 1000 "She Flies On Strange Wings" | Evergreen Top 1000 "She Flies On Strange Wings" | Evergreen Top 1000 "She Flies On Strange Wings" | Evergreen Top 1000 "She Flies On Strange Wings" | Evergreen Top 1000 "She Flies On Strange Wings" | Evergreen Top 1000 "She Flies On Strange Wings" |
| Jaar                                            | 2008                                            | 2009                                            | 2010                                            | 2011                                            | 2012                                            | 2013                                            | 2014                                            | 2015                                            | 2016                                            | 2017                                            | 2018                                            | 2019                                            | 2020                                            | 2021                                            | 2022                                            | 2023                                            | 2024                                            |
| ----------------------------------------------- | ----------------------------------------------- | ----------------------------------------------- | ----------------------------------------------- | ----------------------------------------------- | ----------------------------------------------- | ----------------------------------------------- | ----------------------------------------------- | ----------------------------------------------- | ----------------------------------------------- | ----------------------------------------------- | ----------------------------------------------- | ----------------------------------------------- | ----------------------------------------------- | ----------------------------------------------- | ----------------------------------------------- | ----------------------------------------------- | ----------------------------------------------- |
| Positie                                         | -                                               | -                                               | -                                               | -                                               | -                                               | -                                               | -                                               | -                                               | -                                               | -                                               | 800                                             | -                                               | 775                                             | 366                                             | 435                                             | 310                                             | 263                                             |

Discografie